# Thereva innotata
Thereva innotata är en tvåvingeart som beskrevs av Krober 1912. Thereva innotata ingår i släktet Thereva och familjen stilettflugor. Inga underarter finns listade i Catalogue of Life.